# 4654 Gorʹkavyj
4654 Gorʹkavyj è un asteroide della fascia principale. Scoperto nel 1977, presenta un'orbita caratterizzata da un semiasse maggiore pari a 2,2048128 UA e da un'eccentricità di 0,1645080, inclinata di 5,52955° rispetto all'eclittica.